# Качество электрической энергии

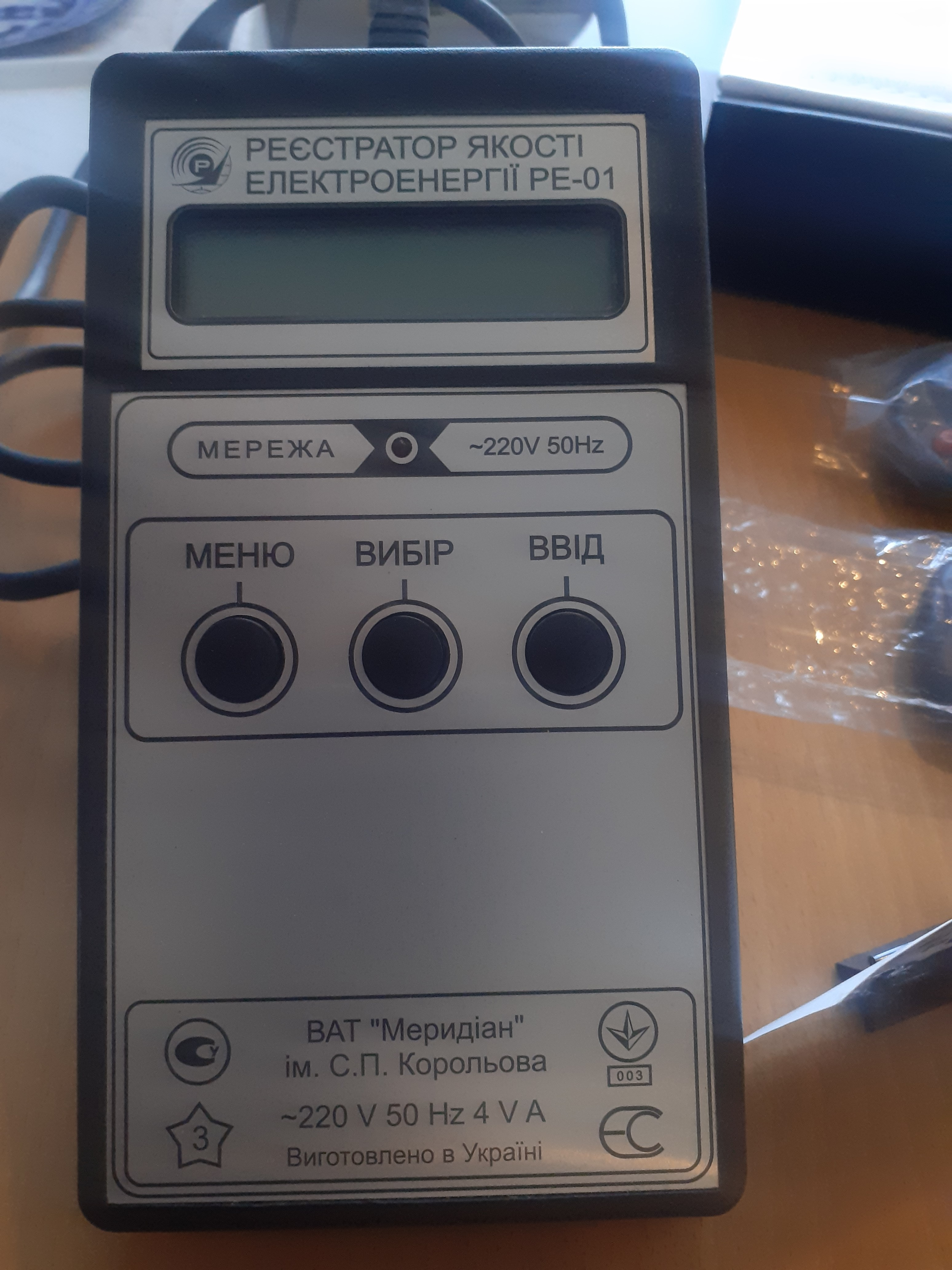
Регистратор качества электроэнергии РЕ-01

Качество электрической энергии — степень соответствия параметров электрической энергии их установленным значениям. В свою очередь, параметр электрической энергии — величина, количественно характеризующая какое-либо свойство электрической энергии. Под параметрами электрической энергии понимают напряжение, частоту, форму кривой электрического тока. Качество электрической энергии является составляющей электромагнитной совместимости, характеризующей электромагнитную среду. Качество электроэнергии у потребителя в энергосистеме зависит прежде всего от работы распределительных и передающих сетей, регулирования частоты и мощности в энергосистеме, регулирования реактивной мощности и напряжения в контрольных точках и др.
Качество электрической энергии может меняться в зависимости от времени суток, погодных и климатических условий, изменения нагрузки энергосистемы, возникновение аварийных режимов в сети и т.д.
Снижение качества электрической энергии может привести к заметным изменениям режимов работы электроприёмников и в результате уменьшению производительности рабочих механизмов, ухудшению качества продукции, сокращению срока службы электрооборудования, повышению вероятности аварий.
В России показатели и нормы качества электрической энергии в электрических сетях систем электроснабжения общего назначения переменного трёхфазного и однофазного тока частотой 50 Гц в точках, к которым присоединяются электрические сети или электроустановки потребителей устанавливаются Межгосударственным стандартом ГОСТ 32144-2013 "Электрическая энергия. Совместимость технических средств электромагнитная. Нормы качества электрической энергии в системах электроснабжения общего назначения" (от 22 июля 2013 г. N 400-ст).
В связи с развитием рыночных отношений в электроэнергетике электроэнергию следует рассматривать не только как физическое явление, но и как товар, который должен соответствовать определённому качеству и требованиям рынка. Федеральный закон «Об электроэнергетике» определяет ответственность энергосбытовых организаций и поставщиков электроэнергии перед потребителями за надёжность обеспечения их электрической энергией и её качество в соответствии с техническими регламентами и иными обязательными требованиями.